# Mercedes Mendoza Suasti
Mercedes Olimpia Mendoza Suasti (Guayaquil, 10 de mayo de 1927 - 17 de mayo de 2020), fue una cantante y compositora ecuatoriana. Fue una de las voces femeninas más representativas del pasillo ecuatoriano. Y formó parte del dúo Hermanas Mendoza Suasti, integrado por las hermanas: Laura Eulalia Irene como primera voz y Mercedes Olimpia quien era segunda voz.

## Biografía
Sus padres fueron José Mendoza y María Suasti, su padre aficionado a la música, cantaba en las iglesias. Junto a su hermana debutó como aficionadas en el teatro en 1932 a la edad de cuatro años. Estudió la secundaria en el colegio Simón Bolívar y se graduó en corte y confección.
Falleció, a los noventa y tres años de edad, el domingo 17 de mayo de 2020.

## Carrera artística
Comenzó a cantar a los cuatro años cuando su padre la inscribió junto a su hermana en un concurso de cantantes aficionados de Radio Quito, el cual ganaron. El  jurado estuvo conformado por: Aníbal Granja y Carlota Jaramillo.
En 1940 firmó un contrato con la disquera RCA Víctor, la primera canción que grabó fue el pasillo Cariñito santo, de Gonzalo Moncayo; el albazo Si el destino me aleja, con el acompañamiento del grupo Los Nativos Andinos.
Mercedes Mendoza Suasti, fue autora de la letra y música del pasillo: Yo confiaba en ti, el albazo: Ay, qué pena tengo; y el valse: Encontré un amor.